# Uczelniany Koszykarz Roku Konferencji Atlantic 10 NCAA

Logo konferencji

Uczelniany Koszykarz Roku Konferencji Atlantic 10 NCAA (oficjalna nazwa: Atlantic 10 Conference Men's Basketball Player of the Year) – koszykarska nagroda przyznawana corocznie, od sezonu 1976/77, kiedy konferencja była znana pod oficjalną nazwą Eastern Collegiate Basketball League lub potocznie Eastern 8, najlepszemu koszykarzowi konferencji Atlantic 10 (obecnie) NCAA.
David West z Xavier jest jedynym zawodnikiem w historii, który otrzymał ją trzykrotnie (2001–03). Czterech innych zawodników – James Bailey, Earl Belcher, Greg Jones i Steven Smith – zdobywało ją dwukrotnie. Marcus Camby (1996) i Jameer Nelson (2004) zostali jej laureatami w tych samych latach, w których otrzymali tytuł zawodnika roku NCAA.
Do 2016 najwięcej laureatów w historii posiada uczelnia Temple (8), jednak drużyna Owls opuściła konferencję i dołączyła do American Athletic w lipcu 2013 roku. Wśród szkół, które pozostały w konferencji do 2013 roku, najwięcej zdobywców nagród posiadają Saint Joseph’s i UMass (5). Dwukrotnie w historii odnotowano remis podczas głosowania (1983, 2005). Cztery uczelnie nadal występujące w konferencji – Dayton, Fordham, George Mason i VCU nie posiadają żadnych laureatów nagrody. Spośród tych uczelni jedynie Dayton i Fordham występowały w A-10 przed 2012 rokiem.

## Laureaci

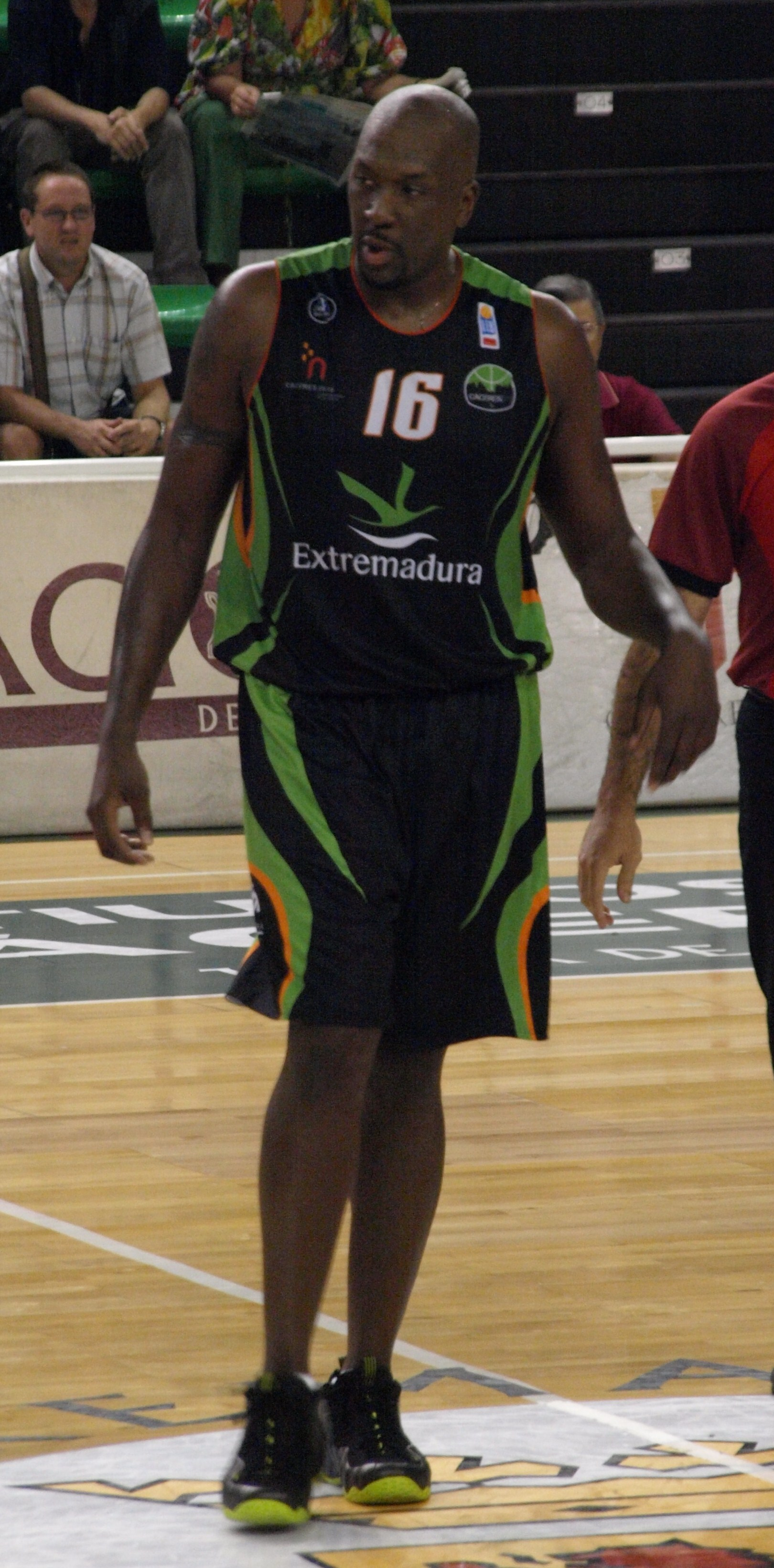
Harper Williams został zawodnikiem roku konferencji w 1992.

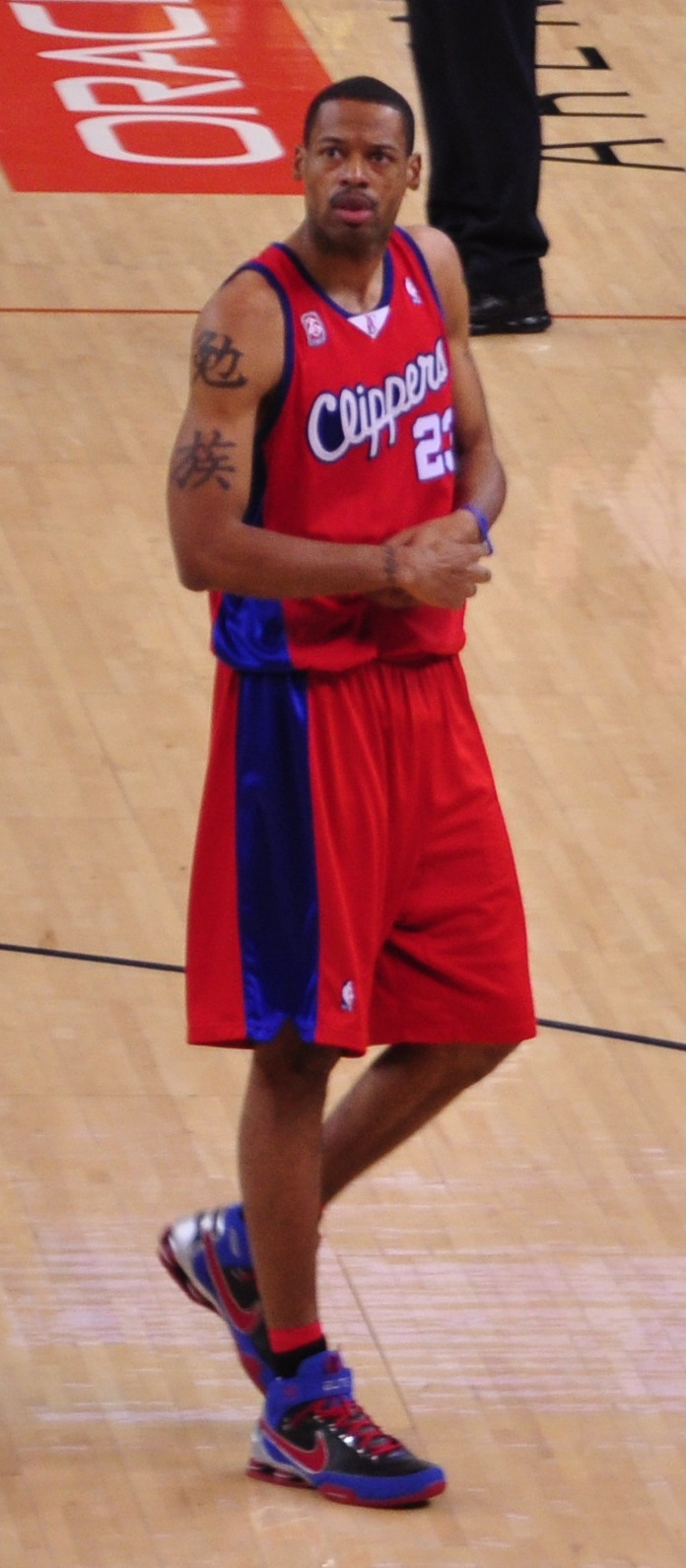
Marcus Camby zdobył tytuł najlepszego gracza konferencji w 1996 roku, jako zawodnik UMass.

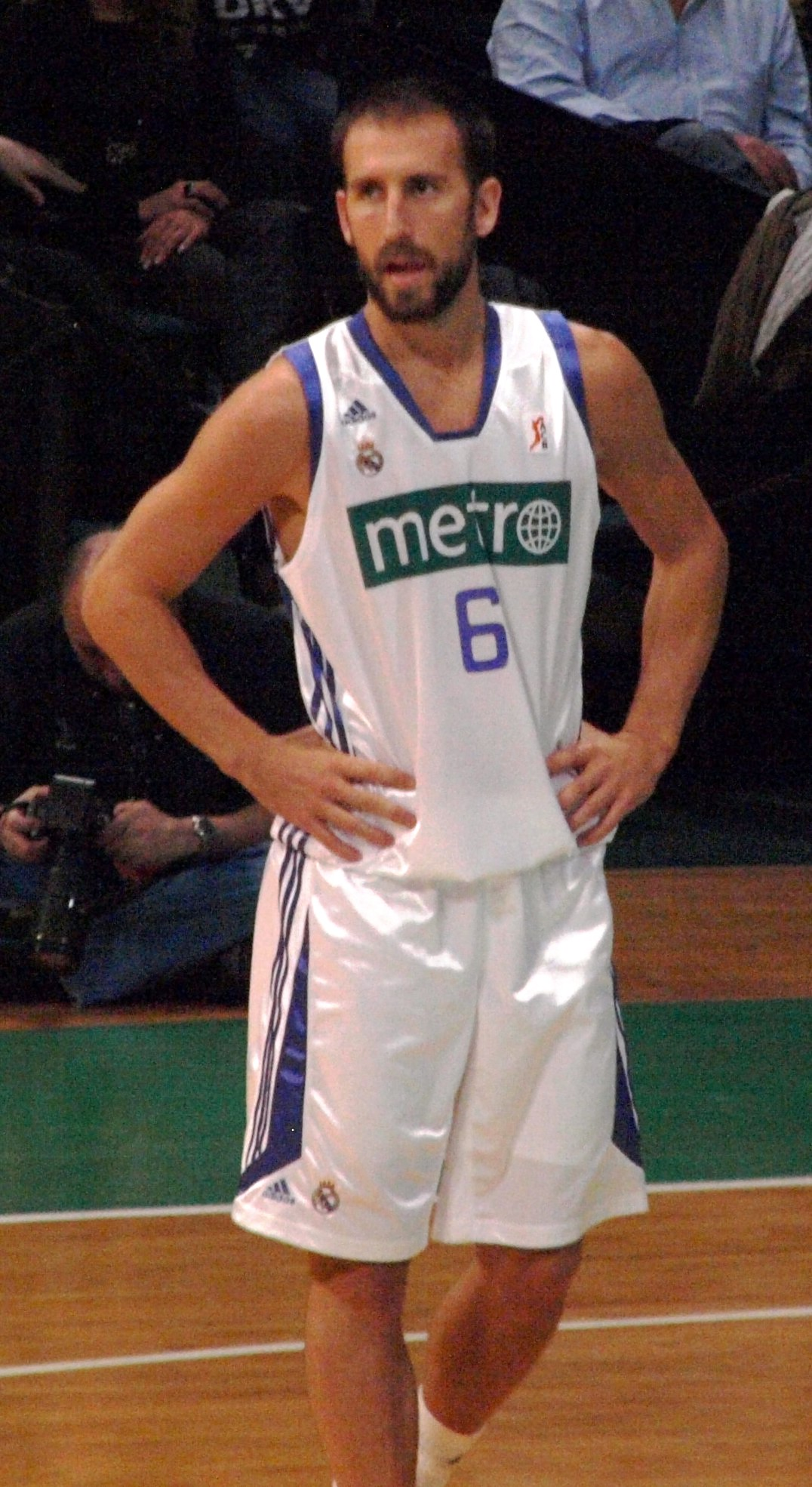
Juan „Pepe” Sánchez z temple, laureat z 2000 roku.

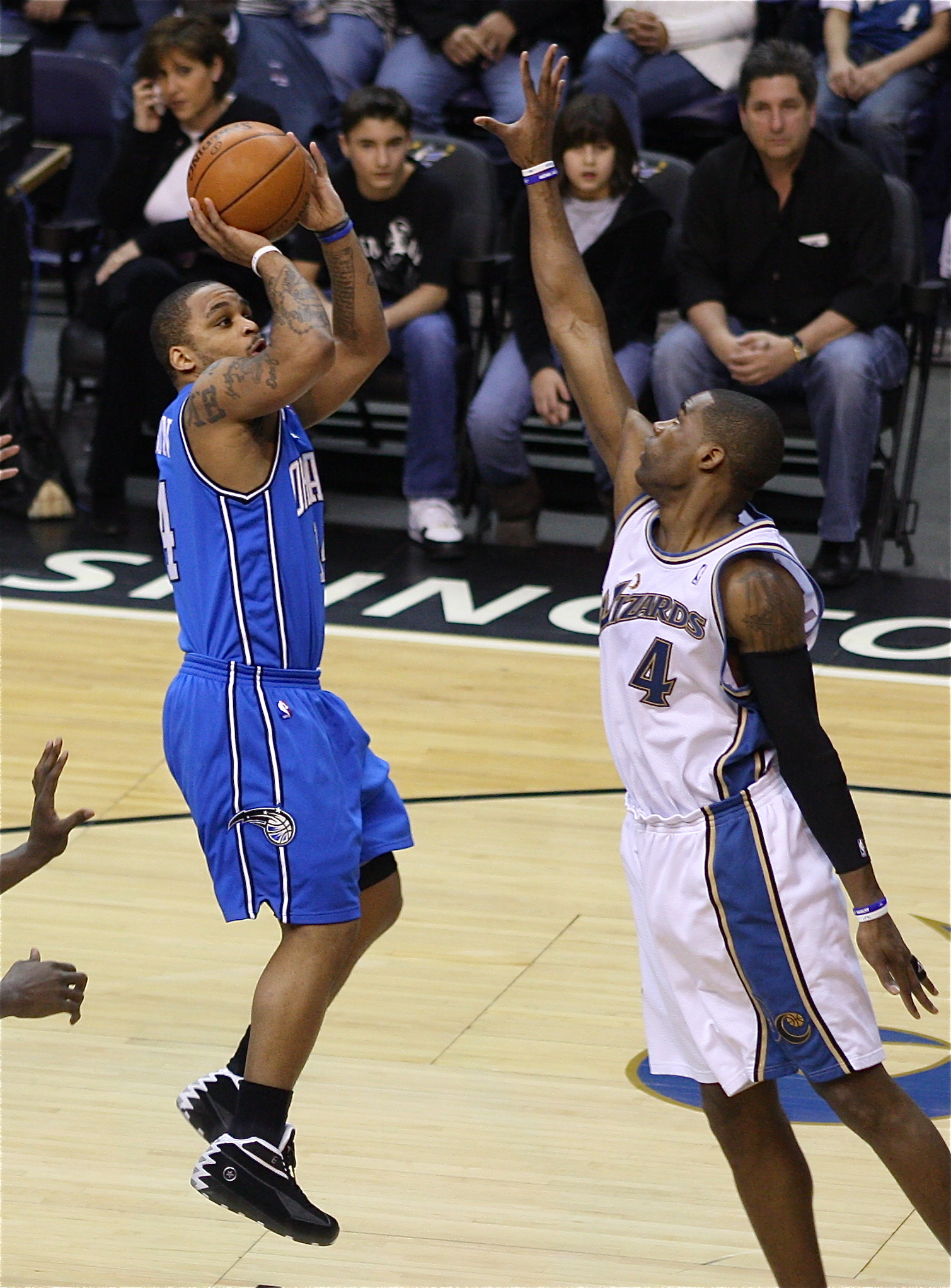
Jameer Nelson (po lewej) zdobył nagrodę w 2004 roku, jako zawodnik Saint Joseph’s Hawks.

|              | Zawodnicy współdzielący nagrodę |
| *            | Zawodnik nagrodzony tytułem zawodnika roku NCAA: według Helms Foundation (1904–05 do 1978–79) według United Press International (1954–55 do 1995–96) im. Naismitha (od 1968–69) im. Woodena (od 1976–77) |
| Zawodnik (X) | Cyfra w nawiasie oznacza zawodnika, który otrzymał nagrodę więcej niż jeden raz. |
| Freshman     | Zawodnik pierwszego roku |
| Sophomore    | Zawodnik drugiego roku |
| Junior       | Zawodnik trzeciego roku |
| Senior       | Zawodnik ostatniego roku |

| Sezon   | Zawodnik          | Uczelnia          | Poz.    | Status    |
| ------- | ----------------- | ----------------- | ------- | --------- |
| 1976–77 | Norm Nixon        | Duquesne          | PG      | Senior    |
| 1977–78 | James Bailey      | Rutgers           | F / C   | Junior    |
| 1978–79 | James Bailey (2)  | Rutgers           | F / C   | Senior    |
| 1979–80 | Earl Belcher      | St. Bonaventure   | F       | Junior    |
| 1980–81 | Earl Belcher (2)  | St. Bonaventure   | F       | Senior    |
| 1981–82 | Greg Jones        | West Virginia     | PG      | Junior    |
| 1982–83 | Roy Hinson        | Rutgers           | C       | Senior    |
| 1982–83 | Greg Jones (2)    | West Virginia     | PG      | Senior    |
| 1983–84 | Terence Stansbury | Temple            | SG      | Senior    |
| 1984–85 | Granger Hall      | Temple            | C       | Senior    |
| 1985–86 | Maurice Martin    | Saint Joseph’s    | SG/SF   | Senior    |
| 1986–87 | Nate Blackwell    | Temple            | G       | Senior    |
| 1987–88 | Tim Perry         | Temple            | PF      | Senior    |
| 1988–89 | Mark Macon        | Temple            | SG      | Sophomore |
| 1989–90 | Kenny Green       | Rhode Island      | C       | Senior    |
| 1990–91 | Keith Hughes      | Rutgers           | PF      | Senior    |
| 1991–92 | Harper Williams   | UMass             | PF / C  | Junior    |
| 1992–93 | Aaron McKie       | Temple            | PG / SG | Junior    |
| 1993–94 | Eddie Jones       | Temple            | SG      | Senior    |
| 1994–95 | Lou Roe           | UMass             | F       | Senior    |
| 1995–96 | Marcus Camby*     | UMass             | C       | Junior    |
| 1996–97 | Marc Jackson      | Temple            | C       | Senior    |
| 1997–98 | Cuttino Mobley    | Rhode Island      | PG / SG | Senior    |
| 1998–99 | Shawnta Rogers    | George Washington | PG      | Senior    |
| 1999–00 | Pepe Sánchez      | Temple            | PG      | Senior    |
| 2000–01 | David West        | Xavier            | PF      | Sophomore |
| 2001–02 | David West (2)    | Xavier            | PF      | Junior    |
| 2002–03 | David West (3)    | Xavier            | PF      | Senior    |
| 2003–04 | Jameer Nelson*    | Saint Joseph’s    | PG      | Senior    |
| 2004–05 | Pat Carroll       | Saint Joseph’s    | SG      | Senior    |
| 2004–05 | Steven Smith      | La Salle          | SF      | Junior    |
| 2005–06 | Steven Smith (2)  | La Salle          | SF      | Senior    |
| 2006–07 | Stephane Lasme    | UMass             | PF      | Senior    |
| 2007–08 | Gary Forbes       | UMass             | SF / SG | Senior    |
| 2008–09 | Ahmad Nivins      | Saint Joseph’s    | PF / C  | Senior    |
| 2009–10 | Kevin Anderson    | Richmond          | PG      | Junior    |
| 2010–11 | Tu Holloway       | Xavier            | PG      | Junior    |
| 2011–12 | Andrew Nicholson  | St. Bonaventure   | PF      | Senior    |
| 2012–13 | Khalif Wyatt      | Temple            | SG      | Senior    |
| 2013–14 | Jordair Jett      | Saint Louis       | SG      | Senior    |
| 2014–15 | Tyler Kalinoski   | Davidson          | PG      | Senior    |
| 2015–16 | DeAndre’ Bembry   | Saint Joseph’s    | F       | Junior    |
| 2016–17 | T.J. Cline        | Richmond          | F / C   | Senior    |

## Zwycięzcy według uczelni
| Uczelnia (rok dołączenia) | Zwycięzcy | Lata                                                       |
| ------------------------- | --------- | ---------------------------------------------------------- |
| Temple (1982)             | 10        | 1984, 1985, 1987, 1988, 1989, 1993, 1994, 1997, 2000, 2013 |
| Saint Joseph’s (1982)     | 5         | 1986, 2004, 2005, 2009, 2016                               |
| UMass (1976)              | 5         | 1992, 1995, 1996, 2007, 2008                               |
| Rutgers (1976)            | 4         | 1978, 1979, 1983, 1991                                     |
| Xavier (1995)             | 4         | 2001, 2002, 2003, 2011                                     |
| St. Bonaventure (1979)    | 3         | 1980, 1981, 2012                                           |
| La Salle (1995)           | 2         | 2005, 2006                                                 |
| Rhode Island (1980)       | 2         | 1990, 1998                                                 |
| West Virginia (1976)      | 2         | 1982, 1983                                                 |
| Richmond (2001)           | 2         | 2010, 2017                                                 |
| Davidson (2014)           | 1         | 2015                                                       |
| Duquesne (1976)           | 1         | 1977                                                       |
| George Washington (1976)  | 1         | 1999                                                       |
| Saint Louis (2005)        | 1         | 2014                                                       |
| Dayton (1995)             | 0         | –                                                          |
| Fordham (1995)            | 0         | –                                                          |
| George Mason (2013)       | 0         | –                                                          |
| Charlotte (2005)          | 0         | –                                                          |
| Butler (2012)             | 0         | –                                                          |
| VCU (2012)                | 0         | –                                                          |